# Gymnasium Alpenstrasse
Das Gymnasium Alpenstrasse (frz. Gymnase de la rue des Alpes) war ein Gymnasium in der Stadt Biel/Bienne im Schweizer Kanton Bern. Es ist im Jahr 2014 mit dem Seeland-Gymnasium Biel an dessen bisherigem Standort (Strandboden am Ufer des Bielersees) zum Gymnasium Biel-Seeland fusioniert worden.
Das Gymnasium Alpenstrasse hatte seinen Standort direkt oberhalb des Stadtzentrums am Jurahang. Das Hauptgebäude lag an der Alpenstrasse (Hausnummer 50), von wo es seinen Namen hatte. Es war auch unter dem Übernamen Affenkasten bekannt. Dieser rührte von den stilisierten Tierreliefs (darunter Affenfiguren) an den Torbogen des Haupteingangs her.
Das Hauptgebäude steht unter kantonalem Denkmalschutz.
Mit dem öffentlichen Verkehr konnte die Schule leicht erreicht werden. Ab dem Bahnhof fuhr die Buslinie 5 bis Haltestelle Alpenstrasse.

## Unterricht

Das Gebäude im Jahr 1910 oder 1911 (Mitte)

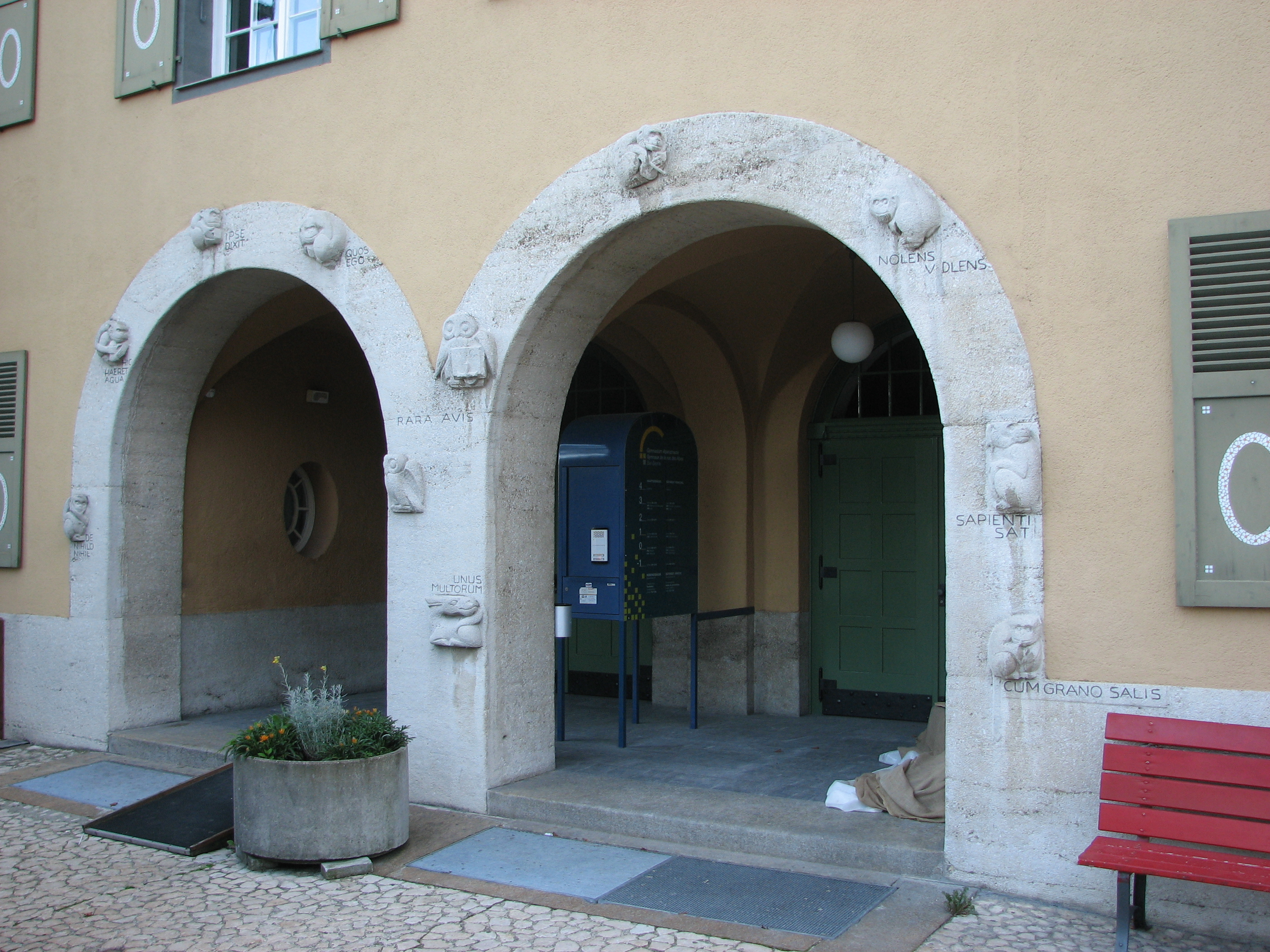
Eingangstor des «Affenkastens» mit Tierreliefs und lateinischen Sinnsprüchen

Die Schule vereinigte Romands und Deutschschweizer unter einem Dach, was in der Schweiz nicht selbstverständlich ist. Unterrichtssprachen waren Deutsch und Französisch. Die Matura konnte zweisprachig erlangt werden. Des Weiteren vereinte die Schule eine gymnasiale Ausbildung und eine Handelsmittelschule (Abschluss: Diplom, Möglichkeit zur Berufsmaturität).
Die Schule verstand sich nach ihrem Leitbild als «ein Ort, an dem sich verschiedene Kulturen begegnen», und wollte Romands und Deutschschweizern eine Ausbildung bieten, «die dem Geist und der Kultur beider Sprachgruppen gerecht wird». Um diesen Grundsätzen gerecht werden zu können, stand die ganze Schule unter zweisprachiger Leitung. 
Zu Beginn ihres Bestehens war die Schule ein Progymnasium und wurde nur von Knaben besucht. Der Schulbetrieb wurde 1910 aufgenommen.
Das Gymnasium Alpenstrasse war eine Partnerschule von Swiss Olympic. Durch ihre Nähe zum Nationalen Sportzentrum Magglingen und zur Eidgenössischen Hochschule für Sport Magglingen wurde die Schule von zahlreichen Nachwuchssportlern aus der ganzen Schweiz besucht. Von den 560 Schülern waren im Jahr 2016 52 Sportschüler.

## Gebäude

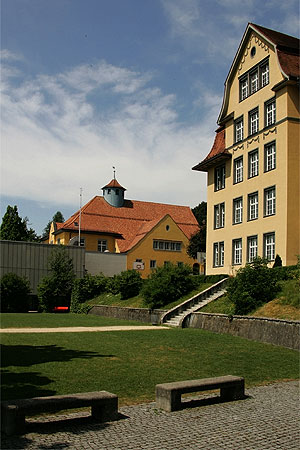
Turnhalle im Hintergrund

Schon 1902 entstand die Idee, an dieser Stelle ein Schulgebäude zu errichten, wofür von Stadtbaumeister Heinrich Huser vier Projektstudien ausgearbeitet wurden, die sich stilistisch unterschieden (je eine Variante in «Französischer Renaissance», «Französischem Barock», «Neugotik» und «Deutscher Renaissance»).
Für den definitiven Bau wurde 1907 ein Architekturwettbewerb ausgeschrieben, der das Schulgebäude und die Turnhalle umfasste. Als Preisrichter waren Ernst Baumgartner, Architekt aus Bern, Louse Perrier und Theodor Hünerwadel, beides Architekten aus Basel, sowie der Stadtbaumeister Heinrich Huser tätig. Es wurde kein erster Platz vergeben. Auf den zweiten Platz kamen das Projekt von Yonner & Grassi aus Neuenburg sowie das Projekt von J. U. Debély aus Cernier. Auf den dritten Platz kam das Projekt von Maurice Kuenzi in Zusammenarbeit mit Yonner & Grassi aus Neuenburg.

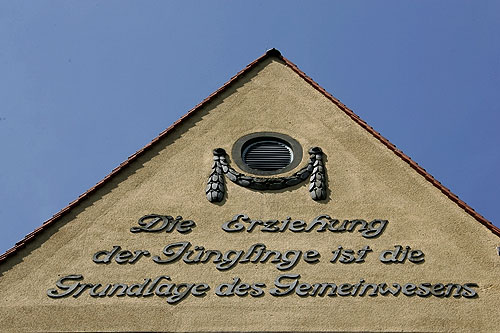
Inschrift an einem der Ostgiebel

Die endgültigen Pläne stammten von Emil Moser, wobei die Hennebiqueplatten und Decken von August Hass entworfen und berechnet wurden. Das Gebäude besitzt eine freie Grundrissdisposition und unterscheidet sich damit von den älteren Schulbauten aus dem 19. Jahrhundert. Das Gebäude wurde zwischen 1908 und 1910 errichtet, was sich auch in einer der beiden Inschriften niederschlug. Diese Inschriften an den beiden Ostgiebeln lauten: «Die Erziehung der Jünglinge ist die Grundlage des Gemeinwesens» und «Dieses Haus hat die Stadt Biel ihrer Jugend erbaut in den Jahren 1908–1910».
Das Gebäude erhielt einen gelben Aussenverputz, und an den Arkaden der Eingangshalle wurden Tierreliefs mit lateinischen Sinnsprüchen angebracht. Die Sinnsprüche lauten wie folgt:
- De nihilo nihil (deutsch «Aus nichts wird (entsteht) nichts», häufig auch als lateinisch Ex nihilo nihil fit wiedergegeben)
- Hic haeret aqua (deutsch «Hier stockt (hängt) das Wasser», im Sinne von «Dabei/So geht es nicht weiter» oder entsprechend dem deutschen Sprichwort «Hier stehen die Ochsen am Berge»)[8]
- Ipse dixit (deutsch «Er hat es selbst gesagt»; damit wird betont, dass eine Behauptung von einer Autorität aufgestellt wurde, siehe auch Argumentum ad verecundiam)
- Quos ego (deutsch «Ich werde euch!», im Sinne von «Euch will ich helfen!» oder «Euch will ichs zeigen!», Einhalt gebietender Zuruf Neptuns an die tobenden Winde in Vergils Epos «Aeneis»)[9]
- Rara avis (deutsch «Ein seltener Vogel», im wörtlichen und übertragenen Sinne; Person oder Sache, die sehr selten in einem bestimmten Umfeld auftaucht)
- Unus multorum (deutsch «Einer von vielen», im Sinne von «eine zufällige Person»)
- Nolens volens (deutsch «Nicht wollend oder wollend», im Sinne von «wohl oder übel» oder «notgedrungen»)
- Sapienti sat (deutsch «Dem Weisen (ist es) genug», im Sinne von «Genug für den Eingeweihten» oder «Es ist keine weitere Erläuterung nötig»)[10]
- Cum grano salis (deutsch «Mit einem Körnchen Salz», im Sinne von «nicht wörtlich (zu) verstehen», «mit Vorsicht zu geniessen» oder «augenzwinkernd»; weist darauf hin, dass das Gesagte möglicherweise nicht in jeder Hinsicht wörtlich zu nehmen ist, sondern in Teilen ungenau, übertrieben oder sarkastisch formuliert ist)[11]

Das Gebäude steht als «Schützenswertes» Gebäude mit dem Zusatz «Situationswert» unter kantonalem Denkmalschutz. Der Zusatz «Situationswert» bedeutet, dass das Gebäude eine erhebliche Bedeutung für das Orts- und Strassenbild bzw. für die jeweilige Baugruppe hat. Das Gebäude hat, unabhängig von seiner baulichen oder historischen Qualität, zukünftig eine wichtige und schützenswerte Funktion.

## Bekannte Abgänger (Auswahl)
- Laure Wyss (1913–2002), Schriftstellerin
- Peter Rothenbühler (* 1948), Journalist, Kolumnist und Buchautor
- Hans Stöckli (* 1952), Politiker, ehemaliger Stadtpräsident von Biel/Bienne (1990–2010), Nationalrat (2004–2011) und Ständerat (2011–2023), Ständeratspräsident (2019/2020)
- Christine Beerli (* 1953), Politikerin und Rechtsanwältin, Ständerätin (1991–2003), Vizepräsidentin des IKRK
- Thomas Jordan (* 1963), Ökonom, Präsident des Direktoriums der Schweizerischen Nationalbank
- Sascha Ruefer (* 1972), Fernsehmoderator
- Ariella Kaeslin (* 1987), ehemalige Kunstturnerin